# Time on Task
Time on Task ist ein Begriff aus der Pädagogik und bezeichnet die Zeit, in der sich die Lernenden mit dem Lernstoff beschäftigen. Diese sogenannte „echte“ Lernzeit wird als wichtigster Prädikator für den Lernerfolg angesehen.

## Beschreibung
Die Time on Task differiert je Klasse und Lehrenden. Ein hoher Anteil effektiver Lernzeit ist ein Indikator für ein gutes Classroom Management des Lehrenden. Um diese Zielsetzung täglich im Unterricht zu erreichen, sollte die aktive Lernzeit sowohl von dem Lehrenden als auch von den Lernenden intensiv und produktiv genutzt werden, so dass die effektive Lernzeit erhöht wird.
Eine gut organisierte und strukturierte Klassenführung des Lehrenden, welche Normen wie pünktlichen Unterrichtsbeginn, einen gut vorbereiteten Unterricht, gezielte Förderung der Schwächeren ebenso wie fokussierte Lernziele beinhaltet, unterstützt bei der Optimierung der Time on Task, so dass die Arbeitsergebnisse der Schülerinnen und Schüler vorgegebenen Aufgabenstellungen und darüber hinaus entsprechen können.
Nach Weinstein und Mignano wird die offizielle Schulzeit eines jeden Schülers in Gesamtschulzeit, Anwesenheitszeit, aktive Lernzeit, Beschäftigungszeit mit Aufgabe und effektive Lernzeit untergliedert. Die aktive Lernzeit bezeichnet die Unterrichtszeit ohne Pausen, die Beschäftigungszeit mit Aufgabe die aktive Lernzeit, bei welcher die Zeiten ohne Beschäftigung mit Aufgabe schon abgezogen wurden, und die effektive Lernzeit, welche die aktive Lernzeit für das Lernen fördernde Aufgaben darstellt – also die oben definierte Time on Task.